# Paint.NET
Paint.NET is een grafisch beeldbewerkingsprogramma en gratis te downloaden van de website voor Windows 2000 en hoger. Het project werd gestart op de Washington State University in de Verenigde Staten met Microsoft als mentor.
Paint.NET is geprogrammeerd in C#. De broncode was oorspronkelijk beschikbaar onder een MIT-licentie, maar het programma valt nu onder een propriëtaire licentie. Paint.NET vereist het Microsoft .NET-framework, dat gebundeld zit in sommige edities van de Paint.NET-installer en dat ook apart gedownload kan worden.

## Eigenschappen
Paint.NET bevat net als veel commerciële grafische programma's de functionaliteit voor het werken met lagen. Ook beschikt het programma over een grote verzameling effecten. Daarnaast beschikt het programma over verschillende gereedschappen, waaronder selectiegereedschappen, een kloonstempel, een hulpmiddel voor werken met verlopen en een hulpmiddel voor tekst. De mogelijkheden van het programma zijn uit te breiden met de vele beschikbare plug-ins.